# 利纳宰
利纳宰（法語：Linazay，法語發音：[linazɛ]）是法国新阿基坦大区维埃纳省的一个市镇，属于蒙莫里永区。

## 地理
利纳宰（46°9'51"N, 0°10'55"E）面积9.14 平方千米，位于法国新阿基坦大区维埃纳省，该省份为法国中西部省份，北起曼恩-卢瓦尔省和安德尔-卢瓦尔省，西接德塞夫勒省，南至夏朗德省，东南接上维埃纳省，东临安德尔省。
与利纳宰接壤的市镇（或旧市镇、城区）包括：尚帕涅勒塞克、利马隆日、绍奈、圣皮埃尔-代克西德伊、瓦勒德孔波尔泰。

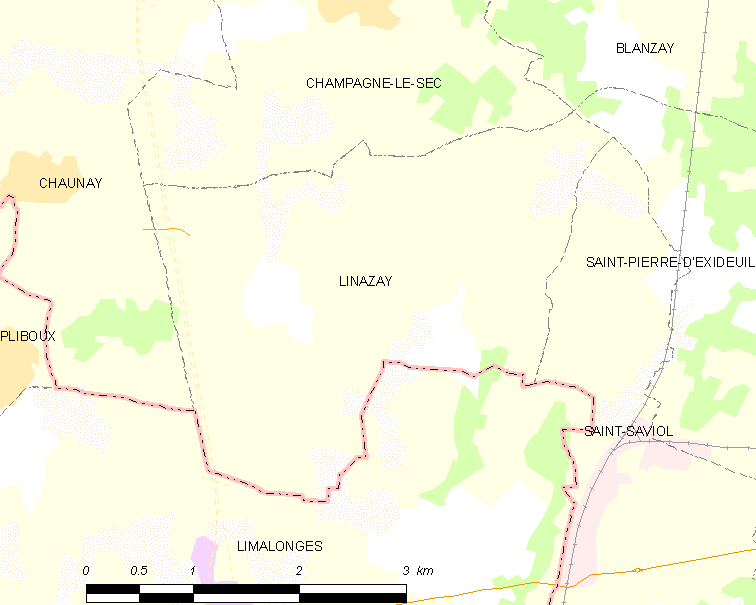
利纳宰的OSM定位图

利纳宰的时区为UTC+01:00、UTC+02:00（夏令时）。

## 行政
利纳宰的邮政编码为86400，INSEE市镇编码为86134。

## 政治
利纳宰所属的省级选区为锡夫赖县。

## 人口

1962-2008年间利纳宰人口变化图示

利纳宰于2022年1月1日时的人口数量为217人。